# Dominique Frot
Pour les articles homonymes, voir Frot.
Dominique Frot est une actrice française, née le 23 août 1957 à Rochefort.

## Biographie
Dominique Frot naît le 23 août 1957, à Rochefort, en France. Elle est la sœur de la comédienne Catherine Frot,. Après des études au conservatoire national supérieur d’art dramatique puis à l’école normale de musique de Paris, elle commence une carrière d'actrice au théâtre. Elle joue pour la première fois au cinéma en 1982 dans le film d'espionnage Enigma.
En 2019, elle se présente aux élections européennes à la dix-huitième place sur la liste Urgence Écologie menée par Dominique Bourg,, en coalition avec GÉ, le MDP, le MEI, et l’UDE.

## Filmographie

### Cinéma
- 1982 : Enigma de Jeannot Szwarc[8]
- 1982 : Les Jocondes de Jean-Daniel Pillault
- 1983 : Mortelle Randonnée de Claude Miller : Betty
- 1983 : Au nom de tous les miens de Robert Enrico : Marie
- 1984 : La Vengeance du serpent à plumes de Gérard Oury : Valérie
- 1986 : On connaît la chanson (court métrage) de Jean-Jacques Bernard
- 1987 : Mon bel amour, ma déchirure de José Pinheiro
- 1990 : Les Enfants volants de Guillaume Nicloux
- 1992 : À table (court métrage) de Franck Landron :
- 1992 : La Petite Amie d'Antonio de Manuel Poirier : la soeur
- 1995 : Visiblement je vous aime de Jean-Michel Carré : Marie Sigala
- 1995 : La Cérémonie de Claude Chabrol : Madame Lantier
- 1996 : Une souris verte de Mathias Ledoux : Francine
- 1997 : Le Secret de Polichinelle de Franck Landron :Dominique
- 1998 : J'aimerais pas crever un dimanche de Didier Le Pêcheur : la responsable d'identification
- 1999 : À mort la mort ! de Romain Goupil : Agnès
- 1999 : Peut-être de Cédric Klapisch : Artémise
- 2000 : Vatel de Roland Joffé : la femme hystérique
- 2002 : De la tête aux pieds (court métrage) de Pascal Lahmani : Thérèse
- 2002 : Deux de Werner Schroeter : la mère adoptive
- 2002 : Bloody Mallory de Julien Magnat : la prisonnière nue
- 2003 : Quelqu'un vous aime... (court métrage) d'Emmanuelle Bercot : la mère
- 2003 : À ta place (court métrage) d'Agathe Teyssier : Lili 3
- 2003 : Marie et le Loup d'Ève Heinrich : Joëlle
- 2003 : Les Amateurs de Martin Valente : la directrice de l'école
- 2004 : Tout pour l'oseille de Bertrand Van Effenterre : la femme de la mairie
- 2004 : Qui perd gagne ! de Laurent Bénégui : Mme la proviseure
- 2004 : Les Textiles de Franck Landron : la cliente moralisatrice au supermarché
- 2005 : Foon de Les Quiches (Benoît Pétré, Deborah Saïag, Mika Tard, Isabelle Vitari) : miss Ashtrey
- 2006 : Les Irréductibles de Renaud Bertrand : la prof de philo
- 2007 : À l'intérieur d'Alexandre Bustillo et Julien Maury : l'infirmière
- 2007 : All About Yvonne (court métrage) de Karine Arlot et Loïc Barrère : la mère d'Yvonne
- 2007 : Cinématon #2173 de Gérard Courant : elle-même
- 2009 : Le Père de mes enfants de Mia Hansen-Løve : Bérénice, la directrice de production
- 2010 : Les Mains libres de Brigitte Sy : la juge
- 2010 : Elle s'appelait Sarah de Gilles Paquet-Brenner : Geneviève Dufaure
- 2011 : Les Pseudonymes (court métrage) de Nicolas Engel : Viviane
- 2012 : Le Prolongement de moi (moyen métrage) de Steve Catieau : Lucienne
- 2012 : Désordres d'Étienne Faure : l'aide-soignante
- 2014 : Aux yeux des vivants d'Alexandre Bustillo et Julien Maury : Mademoiselle Duroche
- 2015 : The Smell of Us de Larry Clark : la mère de Math
- 2016 : Louise en hiver de Jean-François Laguionie : Louise (voix)[9]
- 2020 : Sous les étoiles de Paris de Claus Drexel : la prostituée
- 2020 : Hors du monde de Marc Fouchard : Olga Dragova
- 2021 : Down in Paris d'Antony Hickling : Samantha[10]
- 2021 : Titane de Julia Ducournau : la femme secourue par les pompiers
- 2022 : L'Homme parfait de Xavier Durringer : Rachel
- 2022 : Les Pires de Lise Akoka et Romane Guéret : la grand-mère de Ryan
- 2023 : Noël Joyeux de Clément Michel : Gisèle
- 2023 : Captives[11] d'Arnaud des Pallières : Emilie
- 2024 : Le Molière imaginaire d'Olivier Py : Marquise d'Aiguillon
- 2024 : Spare! (court métrage) de Jules Cales et Balthazar Ullmann : Suzie
- 2024 : Super Papa de Léa Lando : La vieille dame agressée
- 2025 : God Save the Tuche de Jean-Paul Rouve : Lady Gin To
- 2025 : La Tournée de Florian Hessique : Mme Closier

### Télévision
- 1980 : Vient de paraître : Noémie
- 1984 : Les Insomnies de Monsieur Plude (téléfilm) de Jean Dasque : Nathalie Plude
- 1985 : Le Mariage blues : Nénesse
- 1995 : Navarro : Liliane (saison 7, épisode 5 : Sanglante nostalgie)
- 1998 : L'Échappée : Rita
- 2001 : Gardiens de la mer : Béatrice
- 2001 - 2003 : Blague à part, ép. Envie, ép. Banco : la banquière
- 2001 : Commissaire Moulin, ép. Le Petit Homme
- 2002 : Maigret et le marchand de vin : Liliane Pigou
- 2009 : Elles et moi de Bernard Stora : la mère supérieure
- 2010 : Le Roi, l'Écureuil et la Couleuvre de Laurent Heynemann : Brigitte Laloy
- 2011 - 2015 : Soda (série TV) : Mme Vergneaux, la proviseure
- 2012 : Boulevard du Palais, ép. Une juste cause de Christian Bonnet : Simone Vercoutre
- 2014 : Les Lolies (web-série), ép. Rdv avec Madame Boussole, et ép. Lol Pendaison : Madame Boussole
- 2014 : Soda : Un trop long week-end : Solange Vergneaux, la proviseure
- 2015 : Soda, le rêve américain : Solange Vergneaux, la proviseure
- 2016 : Camping Paradis : Mme Vernon, l'inspectrice de la commission départementale hygiène et sécurité (saison 8, épisode 2)
- 2018 : Meurtres dans le Morvan de Simon Astier : Madame Langrain
- 2019 : Les Secrets du château de Claire de La Rochefoucauld : Jacqueline Daney
- 2019 : Joséphine, ange gardien, épisode L'esprit d'Halloween : la villageoise
- 2020 : 18h30 (web-série) : la fausse aveugle
- 2022 : Astrid et Raphaëlle : la chambre ouverte (série télévisée) de Chloé Micout : Elysabeth Cuddy, patiente HP
- 2026 : Aytl Jensen fait son show ! de Aytl Jensen: Denise Bordier (saison 1, épisode 2)

## Théâtre
- 1982 : Les Rustres de Carlo Goldoni, mise en scène Claude Santelli, Eldorado
- 1984 : L'Heureux Stratagème de Marivaux, mise en scène Jacques Lassalle, Théâtre national de Strasbourg, Théâtre national de l'Odéon
- 1986 : Le Parc de Botho Strauss, mise en scène Claude Régy, Théâtre national de Chaillot
- 1988 : Par les villages de Peter Handke, mise en scène Jean-Claude Fall, Théâtre de la Bastille
- 1989 : Les Parisiens ou l'été de la mémoire des abeilles de Pascal Rambert, mise en scène l'auteur, Festival d'Avignon, Théâtre de la Commune
- 1994 : Félicité de Jean Audureau, mise en scène Pascal Rambert, Théâtre de la Commune
- 1997 : L'Héritage de Bernard-Marie Koltès, mise en scène Catherine Marnas, Théâtre des Abbesses
- 1998 : Phèdre de Jean Racine, mise en scène Luc Bondy, Théâtre Vidy-Lausanne
- 2000 : La Fin de l'amour de Christine Angot, mise en scène Hubert Colas, Théâtre des Bernardines, Marseille[12].
- 2005 : Du Hérisson de Eric Chevillard, MC93 Bobigny[13]
- 2009 : 12 sœurs slovaques de Sonia Chiambretto, mise en scène Hubert Colas, Théâtre de la Cité internationale
- 2013 : Eyolf de Henrik Ibsen, mise en scène Hélène Soulié, Théâtre de l'Archipel, Théâtre de l'Aquarium, tournée
- 2017 : Une hache pour briser la mer gelée en nous de Noëlle Renaude, mise en scène Grégoire Strecker, théâtre des Amandiers
- 2023 : Joyeuses Pâques de Jean Poiret, mise en scène Nicolas Briançon, théâtre Marigny

## Doublage
- 2023 : Migration : Erin[14]